# Hedgpethius tridentatus
Hedgpethius tridentatus là một loài nhện biển trong họ Ammotheidae. Loài này thuộc chi Hedgpethius. Hedgpethius tridentatus được miêu tả khoa học năm 1974 bởi Child.